# Daniel Rogelin
Daniel Valter Rogelin (Concórdia, 13 de outubro de 1972) é um ciclista brasileiro. Foi o campeão brasileiro de ciclismo de 2001, e bicampeão da Volta de Santa Catarina, nos anos de 1996 e 1999. Representou a seleção brasileira de ciclismo por diversas vezes, participando dos Jogos Olímpicos de Atlanta, 1996, dos Jogos Pan-Americanos de 1999, em Winnipeg, no Canadá, e do Campeonato Mundial de Ciclismo de 1995, na Colômbia, além de convocações para o Campeonato Pan-Americano de Ciclismo.
Em 2002, Rogelin inicialmente havia vencido o Giro do Rio, mas dois meses depois foi revelado que o ciclista havia testado positivo nos dois controles antidoping aos quais fora submetido durante a competição, que acusaram o uso de uma substância anabolizante. Rogelin foi desqualificado dos resultados da competição, e foi suspenso do esporte por 2 anos.
Em julho de 2010 Rogelin foi diagnosticado com um câncer no rim; um exame de rotina apontou um cisto no rim direito. Por um ano, não houve alteração no caso, mas no início de 2012 o tumor começou a se expandir, dobrando de tamanho. Assim, uma cirurgia foi marcada e realizada em abril de 2012, pela equipe do urologista Marcos Dall’Oglio, que não cobrou nada pela operação. Em julho, dois meses depois, Rogelin voltou a treinar, e em setembro, voltou a competir. Já na sua primeira competição após a operação, a Volta Ciclística do Grande ABCD, bateu no sprint Nilceu dos Santos e Francisco Chamorro, ganhando a prova e repetindo o feito de 14 anos antes, quando, em 1998, ganhou a primeira edição da competição.

## Principais Resultados
1993
2º - Classificação Geral da Volta de Santa Catarina
1º - 2 etapas
1994
1º - Circuito Boa Vista
4º - Classificação Geral da Volta de Santa Catarina
1º - 2 etapas
1996
1º - Etapa 10 da Vuelta del Uruguay
1º  Classificação Geral da Volta de Santa Catarina
1º - 3 etapas
1998
1º - 2 etapas da Vuelta del Uruguay
1º - Etapa 4 da Volta Ciclística do Anel de Integração do Paraná
1º - Volta Ciclística do Grande ABCD
1º - 1 etapa da Volta de Santa Catarina
1999
2º - Classificação Geral do Torneio de Verão
1º  Classificação Geral da Volta de Santa Catarina
1º - Classificação de Montanha da Vuelta Ciclista de Chile
2000
2º - Classificação Geral do Torneio de Verão
2º - Campeonato Brasileiro de Ciclismo de Estrada
2º - Prova Ciclística 9 de Julho
4º - Classificação Geral da Volta de Santa Catarina
1º - Etapa 1
3º - Volta Ciclística do Paraná
6º - Volta do Rio de Janeiro
2001
2º - Classificação Geral do Torneio de Verão
2º - Classificação Geral da Volta de Santa Catarina
1º - 4 etapas
1º  Campeonato Brasileiro de Ciclismo de Estrada
2002
2º - Classificação Geral do Torneio de Verão
1º - 1 etapa
2º - Prova Ciclística 1º de Maio
1º - Giro do Rio
2004
5º - Prova Ciclística 9 de Julho
2005
5º - Classificação Geral do Torneio de Verão
2006
1º - Copa Cidade Canção de Ciclismo
1º - Etapas 1a e 1b da Volta do Litoral Paranaense
1º - Etapas 4 e 11 do Tour de Santa Catarina
2007
3º - Classificação Geral do Torneio de Verão
2º - Etapa 4
1º - Etapa 1 do Tour de Santa Catarina (CRE)
3º - Copa da República de Ciclismo
2008
7º - Copa América de Ciclismo
1º  Classificação Geral do Torneio de Verão
2º - Etapas 1 e 5
3º - Classificação Geral da Volta Ciclística de Gravataí
2º - Classificação Geral da Volta das Satélites
2º - Etapa 3
4º - Copa Recife Speed Bike
2009
4º - Copa Recife Speed Bike
2010
2º - Etapa 2b da Volta Ciclística de São Paulo
2011
2º - Etapa 1 da Volta Ciclística de Gravataí
2º - Etapas 2 e 8 da Volta Ciclística de São Paulo
5º - Copa da República de Ciclismo
2012
4º - Volta Cidade Morena
1º - Volta Ciclística do Grande ABCD
2013
4º - Classificação Geral do Torneio de Verão de Ciclismo
3º - Etapas 2 e 4
2º - Copa Cidade Canção de Ciclismo